# Сера д'Азино (Козенца)
Сера д'Азино је насеље у Италији у округу Козенца, региону Калабрија.
Према процени из 2011. у насељу је живело 51 становника. Насеље се налази на надморској висини од 152 м.